# Adanim
Adanim (hebrejsky עֲדָנִים, v oficiálním přepisu do angličtiny Adanim) je vesnice typu mošav v Izraeli, v Centrálním distriktu, v Oblastní radě Drom ha-Šaron.

## Geografie
Leží v nadmořské výšce 20 metrů v hustě osídlené a zemědělsky intenzivně využívané pobřežní nížině, respektive Šaronské planině. Podél východní strany vesnice teče vádí Nachal Kana, do kterého zde jižně od vesnice ústí Nachal Hadas.
Obec se nachází 12 kilometrů od břehu Středozemního moře, cca 15 kilometrů severovýchodně od centra Tel Avivu a cca 75 kilometrů jižně od centra Haify. Leží na pomezí jižního okraje zastavěného území města Hod ha-Šaron a fragmentu původní zemědělské krajiny při řece Jarkon, který je na jihu sevřen městy Petach Tikva a Roš ha-Ajin. Adanim obývají Židé, přičemž osídlení v tomto regionu je etnicky převážně židovské. 4 kilometry severovýchodním směrem odtud ale leží město Džaldžulja, které je součástí takzvaného Trojúhelníku obývaného izraelskými Araby. Další arabská sídla v rámci Trojúhelníku leží východně a jihovýchodně odtud (Kafr Bara a Kafr Kasim).
Adanim je na dopravní síť napojen pomocí dálnice číslo 40 a místních komunikací v rámci aglomerace Hod ha-Šaron.

## Dějiny
Adanim byl založen v roce 1950. Vznikl na pozemcích, které byly do války za nezávislost v roce 1948 v arabském a německém majetku. Zpočátku se nová vesnice nazývala Jarkona ha-Rechava (ירקונה הרחבה), protože šlo původně roku 1949 o rozšíření již existující obce Jarkona. O rok později získala status samostatné obce. Zakladateli mošavu byla skupina 27 židovských rodin z Rumunska a Polska.
Správní území obce dosahuje 1850 dunamů (1,85 kilometru čtverečního). Místní ekonomika je založena na zemědělství (
zelenina, citrusy, chov drůbeže).

## Demografie
Podle údajů z roku 2014 tvořili naprostou většinu obyvatel v Adanim Židé (včetně statistické kategorie "ostatní", která zahrnuje nearabské obyvatele židovského původu ale bez formální příslušnosti k židovskému náboženství).
Jde o menší obec vesnického typu s dlouhodobě stagnující populací. K 31. prosinci 2014 zde žilo 467 lidí. Během roku 2014 populace klesla o 1,3 %.
| Rok            | 1961 | 1972 | 1983 | 1995 | 2001 | 2003 | 2004 | 2005 | 2006 | 2007 | 2008 | 2009 | 2010 | 2011 | 2012 | 2013 | 2014 |
| -------------- | ---- | ---- | ---- | ---- | ---- | ---- | ---- | ---- | ---- | ---- | ---- | ---- | ---- | ---- | ---- | ---- | ---- |
| Počet obyvatel | 207  | 162  | 149  | 228  | 376  | 410  | 428  | 431  | 439  | 443  | 437  | 434  | 459  | 481  | 442  | 473  | 467  |